# Boom bap
Boom bap bezeichnet ein Subgenre der Hip-Hop-Musik. Die Namensgebung lässt sich auf die KRS-One Platte Return of the Boom Bap von 1993 zurückführen. Der boom bap erlebte seine Hochzeiten in den 80er- und 90er-Jahren in den USA und unterscheidet sich musikalisch deutlich von heutigen kommerziell erfolgreichen Hip-Hop-Produktionen. Heutzutage wird boom bap größtenteils von Nischenkünstlern und -labels veröffentlicht und erreicht selten die breite Öffentlichkeit. Bekannte Künstler des Subgenres sind z. B. EPMD oder Del Tha Funkee Homosapien.

## Musikalische Merkmale
Boom bap beschreibt eher bestimmte Produktionstechniken als den Rap selbst. Er zeichnet sich oftmals durch eine harte Kick (Bassdrum), gefolgt von einer hohen Snare Drum, aus. Daher auch der Name boom bap, der onomatopoetisch für diese Art von Schlagzeug zu verstehen ist. Traditionell werden Sampler verwendet und verschiedene Musikstile von z. B. Schallplatten gesampelt und neu kombiniert. Auf den Einsatz von digitalen Synthesizern, wie er heute im Hip-Hop weit verbreitet ist, wird größtenteils verzichtet.